# Ihaab Boussefi
Ihaab Boussefi (tiếng Ả Rập: إيهاب البوسيفي; sinh ngày 23 tháng 6 năm 1985) là một cầu thủ bóng đá người Libya. Hiện tại anh thi đấu cho Nasr ở Giải bóng đá ngoại hạng Libya. Anh nhiều lần khoác áo cho Libya, và ghi cả hai bàn thắng khi Libya đánh bại Sénégal tại Cúp bóng đá châu Phi 2012.